# Krokvattnet, Hälsingland
Krokvattnet är en sjö i Ljusdals kommun i Hälsingland och ingår i Ljusnans huvudavrinningsområde. Sjön är 23 meter djup, har en yta på 0,351 kvadratkilometer och är belägen 428,1 meter över havet.

## Delavrinningsområde
Krokvattnet ingår i det delavrinningsområde (685552-145388) som SMHI kallar för Utloppet av Gräsvattnet. Medelhöjden är 442 meter över havet och ytan är 10,01 kvadratkilometer. Det finns inga avrinningsområden uppströms utan avrinningsområdet är högsta punkten. Vattendraget som avvattnar avrinningsområdet har biflödesordning 4, vilket innebär att vattnet flödar genom totalt 4 vattendrag innan det når havet efter 204 kilometer. Avrinningsområdet består mestadels av skog (88 procent). Avrinningsområdet har 0,81 kvadratkilometer vattenytor vilket ger det en sjöprocent på 8,1 procent.